# Petrell cabussador comú

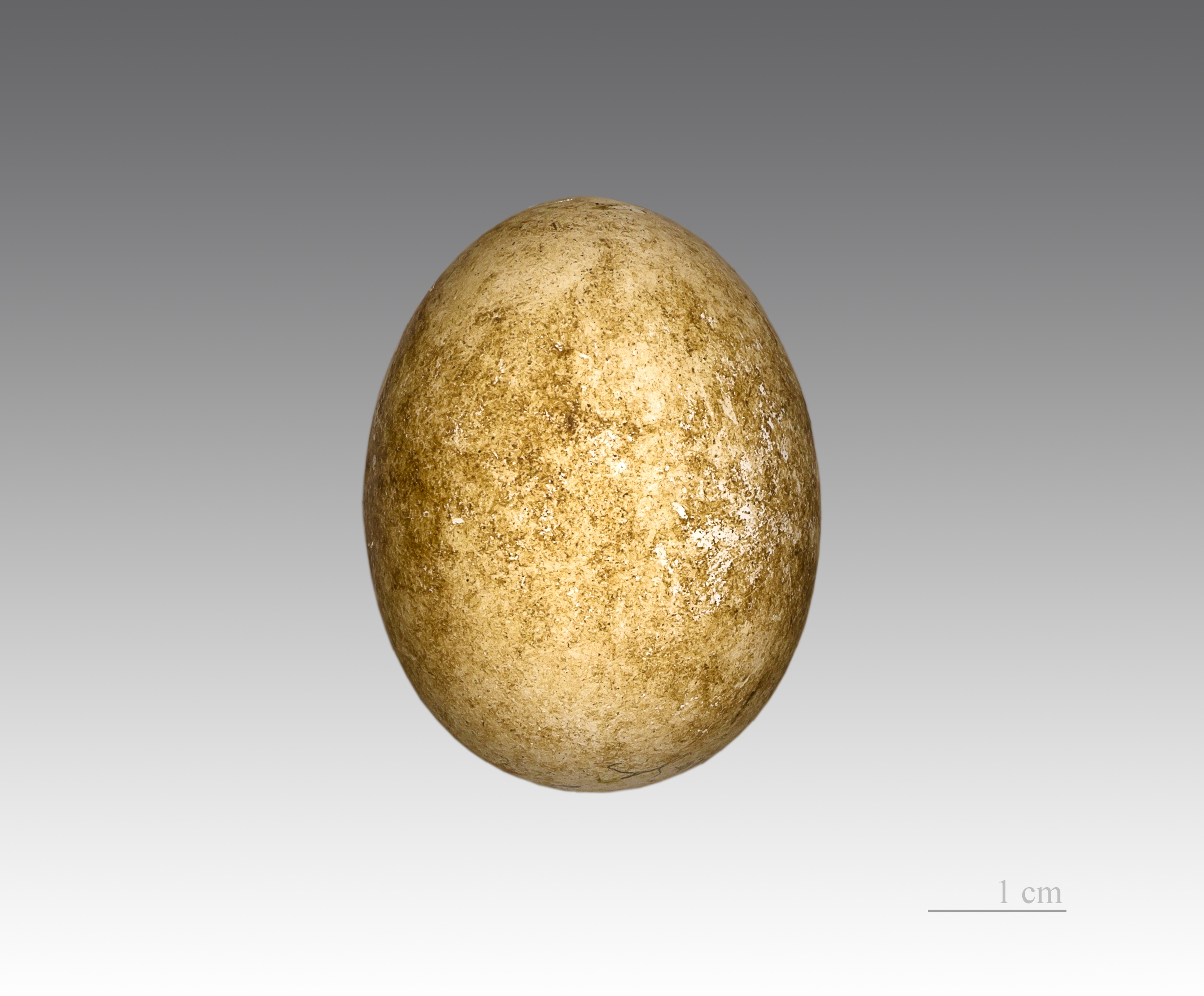
Pelecanoides urinatrix

El petrell cabussador comú (Pelecanoides urinatrix) és una espècie d'ocell de la família dels pelecanoidids (Pelecanoididae) que cria dins de caus a illes dels oceans meridionals.